# Pana (langue gur)
Pour les articles homonymes, voir Pana.
Le pana est une langue gur du groupe gourounsi parlée au Burkina Faso et au Mali. 
Avec un nombre total de locuteurs estimé à 7 800, dont 5 000 pour le Burkina Faso (1998), c'est une langue en danger (statut 6b).
On distingue deux dialectes, le pana du Nord et le pana du Sud.